# 1093
1093 (MXCIII) je bilo navadno leto, ki se je po julijanskem koledarju začelo na soboto.

## Dogodki

### Investiturni boj in družinske zdrahe cesarja Henrika IV.
- Sin rimsko-nemškega cesarja Henrika IV. in nominalni nemški kralj Konrad II., ki se je leto dni poprej zoperstavil očetu in prestopil v papeško stranko, je izvoljen za italijanskega kralja.↓
- → V Milanu, ki je središče reformističnega patarenskega gibanja, nadškof Anzelm III. krona Konrada za italijanskega kralja. Ponovno ga krona v Monzi, kjer hranijo Železno krono, s katero so kronali langobardske kralje.↓
- 6. december → Novi italijanski kralj Konrad II. po smrti nadškofa Anzelma III. imenuje za novega milanskega nadškofa Arnulfa III. in s tem direktno prekrši investiturno pravilo. Večina klera, ki se je udeležila kronanja, se posvetitvi novega nadškofa izogne.
- Cesarju Henriku IV. pobegne še soproga cesarica Evpraksija Kijevska. Za zatočišče si izbere edini varni kraj pred Henrikom - grad Canosso. Evpraksija ponovno spravi svojega pastorka Konrada s papeževim legatom.↓
- → Srečanje Evpraksije s papežem Urbanom II.: Evpraksija poda zoper svojega izobčenega soproga-cesarja zelo resne obtožbe o orgijah in črnih mašah, na katerih je bila prisiljena sodelovati gola. Henrik naj bi ji na eni od teh orgij ponudil svojega sina Konrada, kar je menda ta zgroženo zavrnil. Vse trditve, ki jih Evpraksija navede papežu, Konrad pritrdi in zagotovi, da je to glavni razlog, da se je obrnil proti očetu.

### Boj za nasledstvo Viljema Osvajalca
- 6. marec - Angleški kralj Viljem Ruf štiri leta po Lanfrancovi smrti končno imenuje novega canterburyjskega nadškofa, tokrat najbolj priznanega učenjaka tistega časa Anzelma iz Aoste.
- 8. april - Posvetitev Winchestrske stolnice, grofija Hampshire.
- 11. avgust - Začetek gradnje stolnice v Durhamu, grofija Durham.
- 13. november - Bitka pri Alnwicku: angleška vojska, ki jo vodi northumbrijski grof Robert de Mowbray odločilno porazi Škote, ki jih vodi Malcolm III.. Škotski kralj Malcolm III., ki se ni strinjal s priključitvijo britonske pokrajine Cumbrie Angliji leto dni poprej, se je odločil, da bo opustošil najsevernejšo angleško grofijo Northumbrijo. Glede na pričanja kronistov, njegov pohod ni zgolj plenilski, pač pa tudi krvavo maščevalen. Ko se Škoti s plenom vračajo nazaj na sever, jih je iz zasede napade grof Robert de Mowbray, čigar deželo so Škoti opustošili. Malcolm III. in njegov sin Edward padeta v boju, kar odloči bitko. Nekaj dni za njima po prejeti žalostni novici umre še škotska kraljica Margareta.
- 12. december - Posvetitev Anzelma iz Aoste za novega canterburyjskega nadškofa.
- Anglonormanski vojskovodja Robert Fitzhamon zasede žepni kraljevini Glamorgan in Deheubarth v južnem Walesu.
- Po smrti škotskega kralja Malcolma III. sledi boj za nasledstvo med starejšim sinom Duncanom, mlajšim sinom Edgarjem in njunim stricem Donaldom.

### Ostalo
- april - Kijevska Rusija - Umrlega velikega kijevskega kneza Vsevoloda I. nasledi brat Svjatopolk II.
- 26. maj - Bitka pri reki Stugni: konfederacija nomadov Kumanov in Kipčakov premaga kijevsko vojsko pod vodstvom velikega kijevskega kneza Svjatopolka in černigovskega kneza Vladimirja Monomaha.
- september - Norveška: po smrti kralja Olafa III. postane novi kralj Magnus Bosonogi.
- Henrik Burgundski postane s poroko z nezakonsko hčerko kastiljskega kralja Alfonza VI. portugalski grof.

## Rojstva
- Dimitrij I., gruzijski kralj († 1158)
- Konrad III., nemški kralj iz dinastije Hohenstaufen († 1152)
- Renaud III., burgundski grof († 1148)
- Simon Sicilski, grof († 1105)
- Teobald Veliki, šampanjski grof, itd. († 1152)

## Smrti
- 13. april - Vsevolod I, veliki knez Kijeva (* 1030)
- 29. avgust - Hugo I., burgundski vojvoda (* 1057)
- 13. oktober - Robert I., holandski grof (* 1035)
- 13. november - Malcolm III., škotski kralj (* 1031)
- 16. november - Margareta Škotska, kraljica in svetnica (* 1046)
- 6. december - Anzelm III., milanski nadškof
- Iestyn ap Gwrgant, valižanski kralj Morgannwga (* 1045)
- Olaf III., norveški kralj (* 1050)
- Rhys ap Tewdwr, valižanski kralj Deheubartha